# Al-Quds-Tag

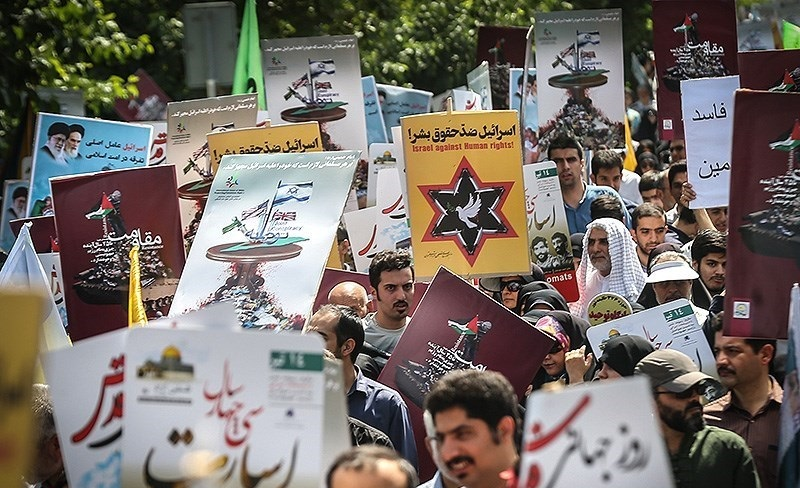
al-Quds-Tag in Teheran 2016

Der al-Quds-Tag oder al-Kuds-Tag (persisch روز جهانی قدس Rūz-e dschahānī-ye Ghods, ‚Internationaler Jerusalemtag‘, nach dem arabischen Namen für Jerusalem, arabisch القدس al-Quds ‚die Heilige‘) wurde am 7. August 1979 vom Führer der islamischen Revolution im Iran, dem Ajatollah Ruhollah Chomeini, ausgerufen und auf den letzten Freitag (Dschumʿat al-Widāʿ) des islamischen Fastenmonats Ramadan festgelegt. Der im Iran als staatlich organisierte Massendemonstration stattfindende Protesttag richtet sich gegen die israelische Besetzung von Ostjerusalem mit der al-Aqsa-Moschee, ebenso auch gegen die israelische Präsenz im Westteil der Stadt und gegen die Existenz Israels überhaupt, deren Zerstörung zugunsten eines neuen Staates Palästina gefordert wird. Zudem werden die USA zur imperialistischen Protektionsmacht von Israel und ebenfalls zum Gegner erklärt. Die al-Quds-Tage sind somit anti-israelische (anti-zionistische) und antiamerikanische Kundgebungen.
Der al-Quds-Tag wird seit 1988 gemäß einem Beschluss der Organisation für Islamische Zusammenarbeit auch in den anderen islamischen Ländern veranstaltet. Im Libanon nutzt die Miliz der Hisbollah den Tag, um in Beirut paramilitärische Paraden abzuhalten. An den Manifestationen beteiligen sich auch palästinensische Flüchtlinge.
Auch in den USA, in Kanada, Österreich und Großbritannien finden alljährlich al-Quds-Tage statt, in Deutschland seit Mitte der 1990er Jahre, wobei ein „ideologisches Crossover“ heterogener Gruppen an den Demonstrationen teilnimmt.
Seit seiner Ausrufung wurde der al-Quds-Tag wiederholt von Ereignissen im Nahostkonflikt geprägt. Im Jahr 2014 hat die israelische Invasion in das Gebiet von Gaza erstmals zu einer weltweiten Verbreitung der Protestmärsche geführt. Dabei wurde in Nigeria ein Massaker an den Teilnehmern verübt.
Gegendemonstrationen zum al-Quds-Tag werden u. a. in London, Berlin und Wien veranstaltet, um Solidarität mit Israel zu bekunden und dessen Recht auf Existenz zu bekräftigen.

Grundlegende Studien unabhängiger Forschungen zum al-Quds-Tag, sei es auf dem orientalistischen, soziologischen, politologischen oder geschichtswissenschaftlichen Gebiet, stehen weiterhin aus, so dass die Bewertungen ganz überwiegend den Konfliktparteien selbst und politischen Interessengruppen und Journalisten überlassen sind. Dies betrifft insbesondere die Frage, ob die deklarierte Gegnerschaft zu Israel und den USA den Antisemitismus einschließt oder nicht.

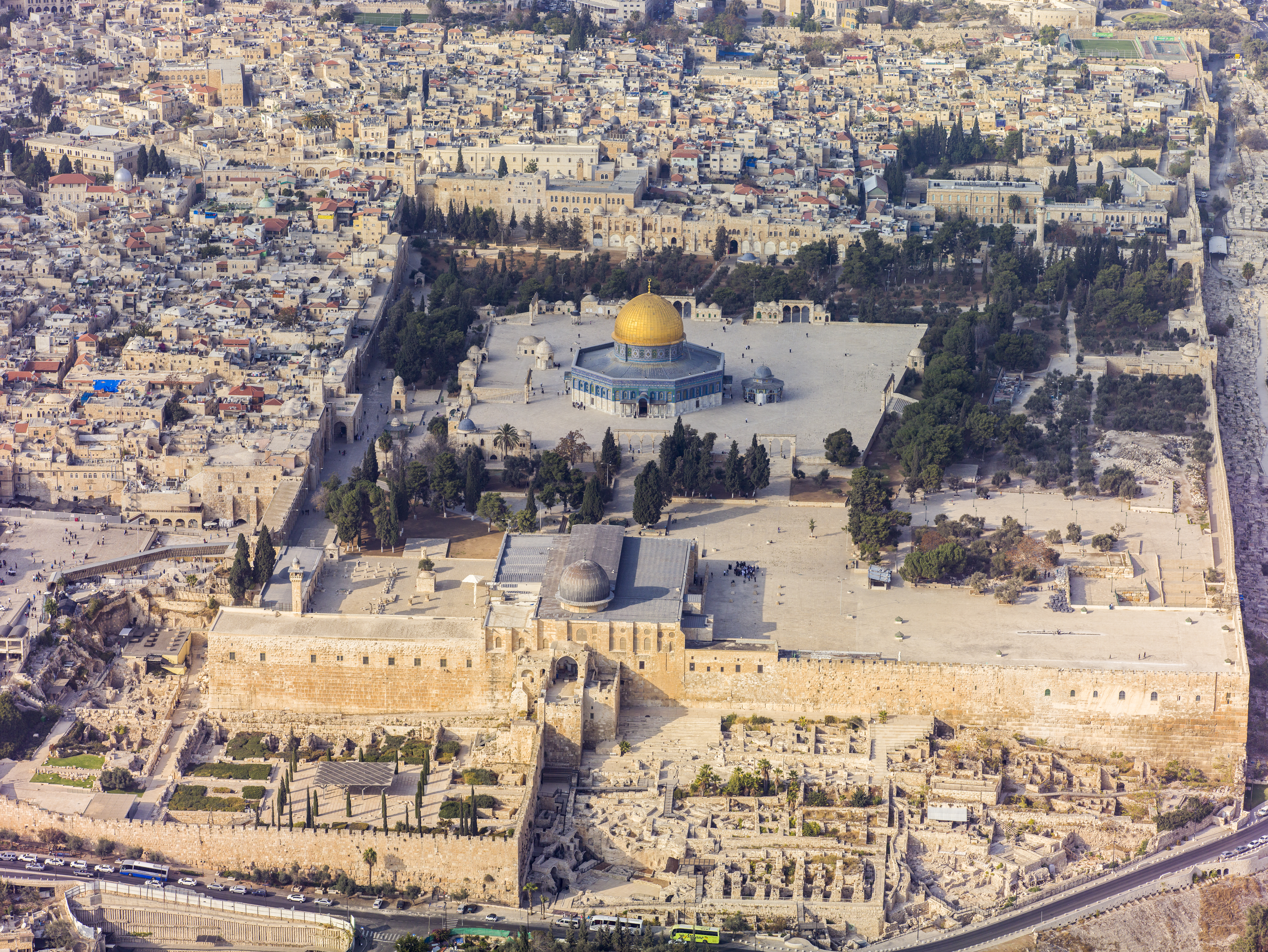
Der Tempelberg in Jerusalem mit dem Felsendom (goldene Kuppel), der al-Aqsa-Moschee darunter und der Klagemauer (südwestlich, über den Zypressen)

## Hintergrund
Der al-Quds-Tag geht auf einen Aufruf des iranischen Revolutionsführers Ajatollah Chomeini zurück. Während des islamischen Fastenmonats Ramadan 1979 nahm dieser die Offensive Israels in palästinensisch besiedelte Gebiete im Südlibanon am 7. August 1979 zum Anlass einer Rede, in der er den letzten Freitag des Ramadan zum Quds-Tag erklärte: „Seit vielen Jahren habe ich die Muslime auf die Gefahr hingewiesen, die von dem Usurpatoren Israel ausgeht und die sich heute in dem schweren Angriff auf die palästinensischen Brüder und Schwestern verstärkt, speziell im Süden des Libanon, wo weiterhin palästinensische Häuser in der Hoffnung bombardiert werden, den palästinensischen Kampf zu zerschmettern. Ich fordere die Muslime der Welt und die islamischen Regierungen auf, diesem Usurpator und seinen Unterstützern die Hand zu verkürzen (كوتاه كردن دست)“ und am letzten Freitag des Ramadan die „internationale muslimische Solidarität zur Unterstützung der legitimen Rechte des muslimischen palästinensischen Volkes“ zu erklären. Der „Quds-Tag“ sei ein „Tag der Unterdrückten gegen die Supermächte“, die Chomeini in derselben Rede als „Abschaum“ (تفاله‌هايي) bezeichnete. Israel nannte er dort „den Feind der Menschheit“ (اسرائيل دشمن بشريت).
In seiner Rede zum ersten al-Quds-Tag, am 17. August 1979 (26 Mordād 1358) in Ghom bekräftigte Chomeini die Einheit der Muslime und kündigte angesichts des zunehmenden innenpolitischen Widerstandes gegen das Mullah-Regime eine verschärfte Durchsetzung der Revolution durch Partei- und Zeitungsverbote und durch die Verurteilung von „nicht-revolutionären“ Kräften an. Mit Bezug auf den Anlass des Al-Quds-Tages hieß es, die Muslime hätten „Israel viel Zeit zugestanden“. Dann referierte Chomeini auf die historischen Ereignisse des Jahres 627 in Medina und erklärte, der Imam Ali sei ein „vorbildlicher Mann“ gewesen: „Er zögerte nicht, sein Schwert gegen die Mächtigen und jene zu erheben, die sich mit ihnen verschworen. Es ist überliefert, dass er an einem Tag sein Schwert über siebenhundert Juden des Stammes der Quraiza strich, von denen möglicherweise die heutigen Israelis abstammen.“

## Ziele der al-Quds-Tage und ihr Verlauf im Iran
Während der zunehmenden Proteste gegen das Mullah-Regime im August 1979, bei der es in Teheran zu teils blutigen Straßenschlachten kam, diente die Proklamation des al-Quds-Tages zunächst dazu, die nationalistischen Strömungen zu entkräften und ihnen die Idee einer übergeordneten islamischen Gemeinschaft, Umma, und einer internationalen Revolution unter iranischer Führung entgegenzustellen. Inwieweit diese Strategie des Revolutionsführers Chomeini den gewünschten innenpolitischen Erfolg erzielte oder ihn vielmehr verfehlte und dadurch zu den vom Regime provozierten Ereignissen des November 1979 beitrug, ist weiter eine Frage der Forschung. Doch die Ambivalenz der Proklamation des al-Quds-Tages wird aufgrund der noch 1979 begonnenen geheimen Verhandlungen zwischen dem Iran, den USA und Israel über die US-amerikanischen und israelischen Waffenlieferungen an den Iran von 1980 bis 1988 heute kaum mehr infrage gestellt.
In der Rede vom 7. August 1979 wurden zur Proklamation des al-Quds-Tages diverse Forderungen oder Erklärungen miteinander verbunden:
- Die Beendigung der israelischen Herrschaft über das Gebiet der al-Aqsa-Moschee und mithin über den Tempelberg/al-ḥaram aš-šarīf – entsprechend zur Forderung 1,i der Resolution 242 des UN-Sicherheitsrates von 1967 (Siehe auch: Resolution 478 des UN-Sicherheitsrates von 1980).[8]
- Die Beendigung der israelischen Herrschaft über beide Teile von Jerusalem, mithin auch über Westjerusalem – entgegen der UN-Resolution 242 des UN-Sicherheitsrates.

- Die Beendigung der Staatlichkeit Israels insgesamt – d. i. die Zurückweisung des Existenzrechts Israels.

- Die Solidarität mit dem palästinensischen Volk im Kampf gegen Israel.[9]

- Der islamische Kampf gegen die USA, die mit Israel als dessen Protektionsmacht eine Einheit darstelle.[10]

Diese Forderungen wurden auch von Chomeinis Nachfolger Ajatollah Ali Chamenei und den als gemäßigt geltenden iranischen Staatspräsidenten Akbar Hāschemi Rafsandschāni und Mohammad Chatami anlässlich der al-Quds-Tage erhoben. Vertreter der iranischen Regierung wie auch Teilnehmer der dortigen al-Quds-Demonstrationen heben jedoch gleichermaßen hervor, dass die Proteste allein dem „zionistischen Regime, das Jerusalem besetzt hält“ gelten und nicht gegen Juden allgemein gerichtet seien, wobei u. a. auf den vergleichsweise hohen jüdischen Bevölkerungsanteil im Iran und darauf verwiesen wird, dass die zahlreichen iranischen Synagogen und jüdischen Einrichtungen, anders als in europäischen Ländern, nicht bewacht werden müssen, da es im Iran noch nie einen Anschlag auf eine Synagoge gegeben habe. Dem wird entgegnet, dass sich der Antisemitismus bereits in Schriften von Chomeini zeige und dessen politische Ideologie wie auch die seiner Weggefährten geprägt habe, worin der al-Quds-Tag einzuordnen sei.
Während der Präsidentschaft von Mahmud Ahmadineschad, der im Jahr 2006 im Iran eine Konferenz zur Leugnung des Holocaust einberief – woraufhin Haroun Yashayaei, der Vorsitzende des Rats der iranischen Juden, und Maurice Motamed, der Vertreter der jüdischen Minderheit im iranischen Parlament – dem Präsidenten öffentlich widersprachen – wurde der al-Quds-Tag 2010 von ihm zum Anlass genommen, die Leugnung zu wiederholen.
Die al-Quds-Tage in Iran werden von „Volksmobilisierungs-Einheiten“ organisiert, die Bewohner der ärmeren ländlichen Gegenden zu diesem Zweck in die Großstädte transportieren, wobei eine Weigerung aus Furcht vor Konsequenzen üblicherweise nicht erfolgt. Auch sind „die Beamten und viele Studenten und Schüler verpflichtet“ an dem Marsch teilzunehmen. Die Zahl der freiwilligen Teilnehmer der iranischen al-Quds-Tage ist deshalb kaum bestimmbar, doch es handelt sich ganz überwiegend um staatlich organisierte Propagandaveranstaltungen, bei denen regelmäßig israelische und US-amerikanische Flaggen verbrannt werden und „Nieder mit Israel“, „Nieder mit den USA“, „Tod Israel“ und „Tod den USA“ skandiert wird.
Die gemeinsame Agenda mit Palästinensern am al-Quds-Tag wird gemäß R. Howard von jungen Iranern zunehmend infrage gestellt. So wurde im Jahr 2003 bei Kundgebungen an der Teheraner Universität der Ruf nach mehr Demokratie laut und danach, die Regierung solle „Palästina vergessen und an uns denken.“
Am 18. September 2009 wurde der al-Quds-Tag in Teheran im Zuge der monatelangen Proteste von 2009 von tausenden Oppositionellen genutzt, um gegen den damaligen Präsidenten Ahmadineschad zu demonstrieren. Die Demonstranten skandierten nun: „Tod dem Diktator“ und „Nicht Gaza, nicht Libanon – mein Leben für Iran.“
Doch anlässlich der militärischen Offensive Israels in Gaza vom 8. Juli bis zum 26. August 2014 wurde der al-Quds-Tag in Teheran am 25. Juli zu einem anti-israelischen Protest, bei dem auch der gemäßigte Präsident Hassan Rohani sagte, dass „die islamische Welt heute einheitlich ihren Hass und Widerstand gegen Israel erklären“ müsse, da das, was „die Zionisten in Gaza machen“ ein „Völkermord“ sei.
Im Jahr 2018 wurde der al-Quds-Tags in Iran dagegen unter dem Hashtag WeStandWithIsrael erneut auch zur Verbreitung der gegenteiligen Parole genutzt, wobei geschätzt wird, dass sie etwa 2,5 Millionen Iraner erreicht hat.

## Verbreitung in islamischen Ländern bis 2006
Die keineswegs prompt erfolgte Resonanz der arabischen Welt auf den al-Quds-Tag im Iran spiegelt „in zuverlässiger Weise den Verlauf der iranischen Politik, seiner Aktionen und Expansionen wider“, so F. Ceccarini in einer Studie zum Streit über die Stadt. Y. Reiter konstatiert, dass die Zustimmung arabischer Länder lange Zeit nur „eine Art Lippenbekenntnis“ mit „der palästinensischen Sache“ gewesen sei. Dafür ist es bezeichnend, dass die Organisation für Islamische Zusammenarbeit erst im Januar 1988, unter dem Eindruck der ersten Intifada entschied, dass der al-Quds-Tag in der gesamten arabischen Welt auf öffentlichen Plätzen stattfinden solle.
Der Aktionstag wurde dem ebenfalls staatlich organisierten Jerusalemtag (Jom Jeruschalajim) entgegengesetzt, der seit 1968, dem Jahr nach der Besetzung des Ostteils der Stadt, von Israel veranstaltet wird und dort seit 1998 ein Feiertag ist. Gemäß Y. Reiter hält Jordanien seit 1989 zum al-Quds-Tag akademische Konferenzen ab, an denen u. a. der ehemalige jordanische Außenminister und UN-Botschafter Hazem Nusseibeh und der ehemalige jordanische Parlamentspräsident Abdul Latif Arabiyat teilgenommen haben.
Einer schnellen Verbreitung des iranisch proklamierten panislamischen Aktionstages stand zunächst der von 1980 bis 1988 währende Krieg zwischen dem Iran und dem Irak entgegen, in dem sich die PLO und einige arabische Länder wie Kuwait und Saudi-Arabien auf die Seite von Saddam Hussein schlugen, (siehe: arabische Unterstützung für den Irak im Ersten Golfkrieg).
Mit der Entstehung der Hisbollah, die sich im Widerstand gegen die israelische Invasion im Libanon von 1982 als paramilitärische Organisation formiert und, von der iranischen Hezbollah unterstützt, 1985 als politische Partei gegründet hatte, wurden die Manifestationen zum al-Quds Tag aber bereits im Libanon durchgeführt, um das „Engagement der Hisbollah für Palästina“ zu verdeutlichen. Daran beteiligten sich auch die palästinensischen Flüchtlingslager wie Ain al-Hilweh.
Seit Mitte der 1990er Jahre nutzt Hassan Nasrallah, Generalsekretär der Hisbollah, den al-Quds-Tag dazu, uniformierte Paraden abzuhalten und, in Anlehnung an die Selbstdarstellung staatlicher Armeen an Nationalfeiertagen, massiv militärische Stärke zu demonstrieren, wobei alljährlich tausende Hisbollah-Kämpfer in Beirut aufmarschieren. Die paramilitärischen Paraden werden von der Islamischen Menschenrechtskommission (Islamic Human Rights Commission) in London unterstützt. Nach dem Libanonkrieg 2006 sagte die Hisbollah den Truppenaufmarsch im Oktober jedoch ab, da kurz zuvor, am 21. September, bereits hunderttausende Anhänger eine Siegesparade im zerbombten Beirut gefeiert hätten.

## Der Verlauf im Vereinigten Königreich (Großbritannien)
Im Vereinigten Königreich sind die al-Quds-Tage bezüglich der Organisation und der Teilnehmer sowohl schiitisch wie sunnitisch geprägt, wobei auch die jüdisch-orthodoxen Israel-Gegner der Neturei Karta zu den unterstützenden Veranstaltern gehören. Von London aus werden von der Organisation Innovative Minds auch für die Märsche von Toronto, Washington und Berlin elektronische Einladungen versendet.
Als federführend für die Organisation und die Verbreitung der al-Quds-Tage gilt die 1997 gegründete Islamische Menschenrechtskommission (Islamic Human Rights Commission) in London, formal eine NPO mit Beraterstatus bei der Hauptabteilung Wirtschaftliche und Soziale Angelegenheiten der Vereinten Nationen (UN DESA). Sie ist aufgrund ihrer khomeinistischen Positionen und ihrer Verbindungen zur iranischen Regierung und zur Hisbollah umstritten. Im Jahr 2000 rief ihr Mitbegründer und Vorsitzender, Massoud Shadjareh, zum al-Quds-Marsch gegen die „israelische Gewalt und Apartheid“ auf und sprach von „israelischen Grausamkeiten“.
Außer dem ebenfalls schiitischen Islamic Centre of England gehören die sunnitischen Verbände Muslim Association of Britain und Muslim Council of Britain zu den Veranstaltern, so auch das Palestine Return Centre. Die aus theologischen Gründen strikt antizionistische Neturei Karta stimmt hier wie in anderen Fällen der palästinensischen Position zu, fordert auf den al-Quds-Märschen das Ende von Israel und verbrennt israelische Flaggen. Von Vertretern der Islamischen Menschenrechtskommission werden ihre Anhänger als die „einzigen Rabbis“ und die „einzige legitime Vertretung der jüdischen Gemeinschaft“ bezeichnet, obgleich sie gemäß E. Fox nur 0, 03 Prozent des weltweiten jüdischen Bevölkerungsanteils darstellen.
Eine Gegendemonstration wurde in London im Jahr 2004 von iranischen Studenten und Befürwortern einer Demokratisierung des Iran organisiert, der Alliance of Iranian Students, die Flugblätter verteilte, in denen dem Iran vorgeworfen wurde, die „palästinensische Sache als Propagandamittel zu missbrauchen“ und die darauf hinwiesen, dass die Islamische Republik in den damals 25 Jahren ihrer Existenz „Tausende von Dissidenten hingerichtet“ habe. Es wurde dazu aufgerufen, dem „al-Quds-Tag zu trotzen“ („to defy their Al-Quds day“).
Mit der israelischen Offensive in Gaza von 2008/2009, der „Operation Gegossenes Blei“, und der von der israelischen Menschenrechtsorganisation B’Tselem und Amnesty International konstatierten und von der israelischen Armee bestätigten Tötung von Kindern ist dagegen eine Radikalisierung der Terminologie auf den al-Quds-Tagen festzustellen. Auf die Ereignisse bezugnehmend, warf die Journalistin Lauren Booth, Schwägerin von Tony Blair, diesem nach ihrer Teilnahme am al-Quds-Marsch in Teheran 2009 in einem vom iranischen Auslandssender Press TV, von Al Jazeera, Middle East Monitor und anderen Medien publizierten „Al-Quds-Tag-Brief“ im September 2010 eine Mitschuld an den Ursachen dafür vor und nannte Orte, in denen „Israel in den vergangenen Jahren Kinder massakriert“ habe.
(Die Angaben der Zahl palästinensischer Opfer unter 16 Jahren während der Gaza-Offensive von 2008/2009 reichen von 89 bis 320).
Nach der erneuten Invasion in Gaza 2014 wurde auch auf den Märschen des al-Quds-Tages im Vereinigten Königreich verstärkt die Parole „Mörder der Kinder von Gaza“ („killers of Gaza children“) skandiert.
2019 wurde das Tragen von Fahnen und Zeichen der Hisbollah auf dem al-Quds-Marsch untersagt.

## Die al-Quds-Märsche von 2014
Aufgrund der erneuten Offensive der israelischen Armee im Gebiet von Gaza („Operation Protective Edge“) und der zeitlichen Koinzidenz des „Kampfes um die Tunnel der Hamas“ und der von der UN-Kommissarin für Menschenrechte, Navi Pillay, bestätigten zivilen, insbesondere auch der minderjährigen palästinensischen Opfer, kam es 2014 zu einer weltweiten Ausrichtung des al-Quds-Tages. Dabei wurde die Forderung der Beseitigung der Existenz Israels nicht überall erhoben, dagegen stand der Protest gegen das Kriegsgeschehen im Vordergrund. Auch gab es zeitgleiche Demonstrationen dieser Art, wie in Singapur oder Hongkong und Paris, die aber nicht als al-Quds-Tage deklariert wurden. Zu dem Zeitpunkt, am 25. Juli, waren rund 200 der am Ende der Invasion von den Vereinten Nationen gezählten 538 durch die israelische Armee getöteten Kinder zu konstatieren, was dazu führte, dass erneut vermehrt die Parole „Kindermörder Israel“ o. ä. skandiert wurde. Außer im Iran (s. o.) und den arabischen Ländern Ägypten, Algerien, Bahrein, dem Libanon, dem Irak, dem Jemen, Jordanien, Tunesien, Saudi-Arabien und der West-Bank fanden al-Quds-Märsche unter anderem in folgenden Ländern und Städten statt:

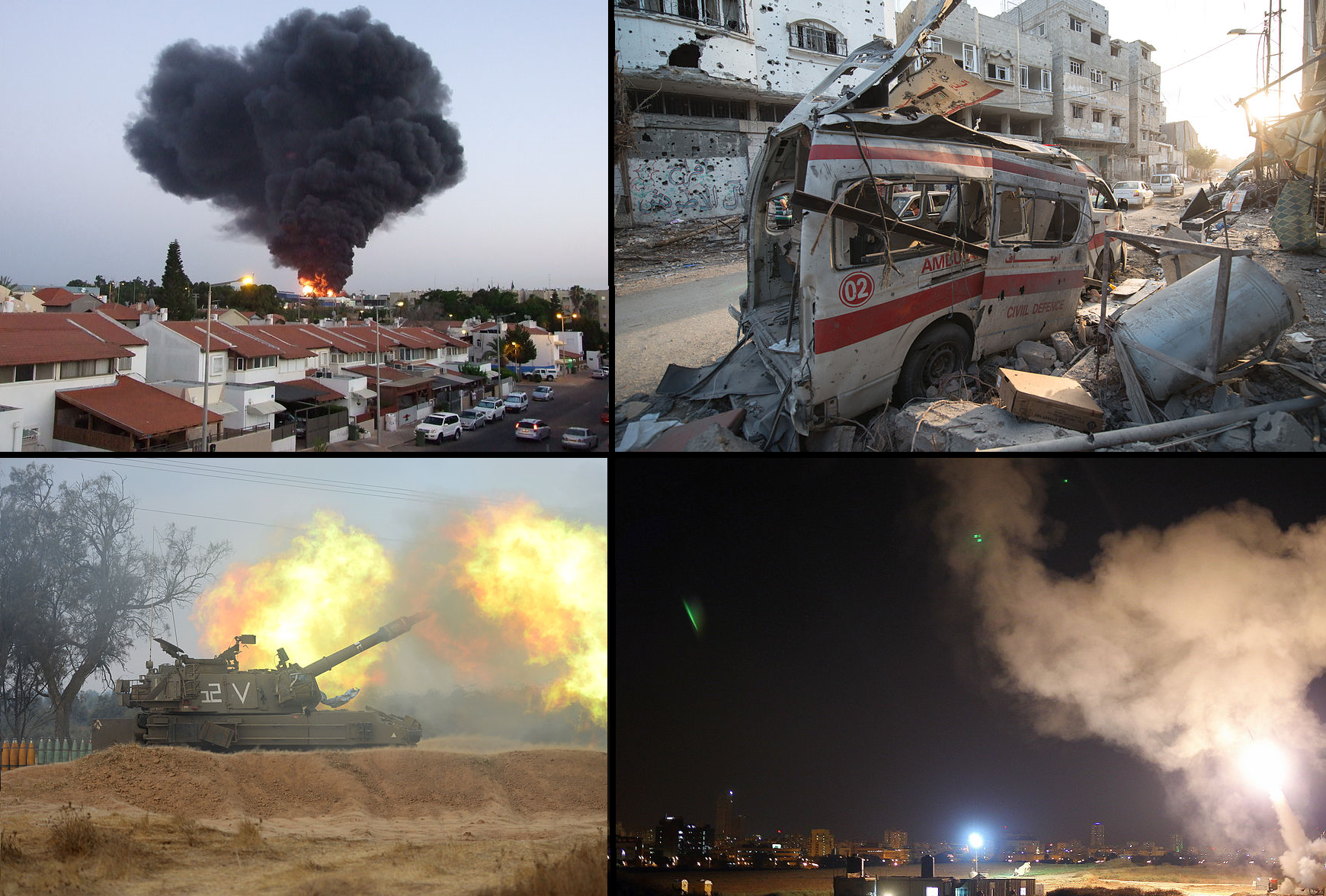
Krieg in Gaza von 2014

- In Brüssel nahmen etwa 1000 pro-palästinensische Demonstranten am al-Quds-Tag teil, ebenso gab es eine pro-israelische Gegendemonstration. Die Parolen waren u. a.: „Israel für Menschenrechtsverletzungen zu kritisieren, ist nicht Antisemitismus“, „Israel tötet palästinensische Kinder“, dagegen aber auch: „Befreit Gaza von der Hamas“.[41]
- Für den Protestmarsch in Deutschland s. u.
- In Mumbai in Indien demonstrierten erstmals sunnitische und schiitische Muslime gemeinsam. Muhammed Saeed Noori, Gründer und Vorsitzender des sufistischen Ordens Raza Academy, sprach von 56 Moscheen, die Israel bei dem Angriff in Gaza zerstört habe.[42]
- In Nigeria kam es in der im Norden gelegenen Stadt Zaria zu einem Massaker („Zaria Quds Day Massacre“), als Soldaten der nigerianischen Armee das Feuer auf den al-Quds-Marsch eröffneten und zwischen 30 und 35 Teilnehmer töteten, darunter drei Söhne des Vorsitzenden des nigerianischen Islamic Movement, Ibrahim Zakzaky, der, unter Ablehnung der Boko Haram, einen gewaltfreien Islam befürwortet.[43] Während die Islamische Menschenrechtskommission in London die Massentötung als eine „Kooperation“ der nigerianischen Streitkräfte und Israel sah, erklärte Brigadegeneral Olajide Laleye, der Sprecher der nigerianischen Armee, umgehend, dass die Soldaten sich verteidigt hätten, „nachdem auf sie geschossen worden war“, was von unabhängigen Zeugen bestritten wurde. Amnesty International ordnet das Ereignis in die Zusammenhänge ein, die zum Zaria-Massaker von 2015 führten. Die angekündigten Ermittlungen der nigerianischen Armee blieben ergebnislos, unabhängige Menschenrechtsgruppen sprachen von einer massiven Verschleierung („Mass Cover-Up“) des Vorfalles und von der Unterdrückung jedweder Aufklärung.[44]
- In Pakistan wurden zum al-Quds-Tag die Flaggen aufgrund der anhaltenden israelischen Bombardements in Gaza offiziell auf halbmast gesetzt. Die Proteste fanden landesweit statt, in Badshahi Masjid nahmen 50.000 Gläubige am Mittagsgebet des Jumu'atul Wida teil. Zu den Rednern nach dem anschließenden Marsch gehörte Hafiz Mohammed Saeed, Mitbegründer und Kommandeur der Terrororganisation Laschkar-e Taiba, der davor warnte, dass Israel und Indien sich gegen das Atomprogramm von Pakistan verschworen hätten.[45]
- In Toronto wurde der Marsch am Tag darauf und nicht am werktägigen Freitag durchgeführt. Mehrere jüdische Verbände hatten vergeblich versucht, den Protesttag zu verhindern.[46]
- In den USA fanden al-Quds-Märsche in Atlanta, Atlantic City, Chikago, Houston und New York statt.[47]
- Für den Protestmarsch im Vereinigten Königreich, s. o.

## Zur Debatte über die Frage des Antisemitismus
In der Frage, ob die al-Quds-Tage mit ihrem erklärten Ziel, die Existenz Israels zu beenden, als antisemitisch einzuordnen sind oder sich die Gegnerschaft auf die staatliche Herrschaft Israels über Teile Palästinas begrenzt und nicht rassistisch motiviert ist, sind die Konfliktparteien und ihre publizistischen Anhänger gleichermaßen zerstritten. So insistieren die Veranstalter und Demonstranten auch während der Märsche mit entsprechenden Parolen darauf, dass ihr Protest ausschließlich „antizionistisch“ sei. Dagegen betrachten Gegner der Kundgebungen die „Kritik am Staat Israel nur als Deckmantel“ des Antisemitismus. Zudem wird durch das „ideologische Crossover“ auf den Protesttagen eine Zuordnung von Parolen zu einer der Gruppen erschwert.
Für den Iran als das Ursprungsland der Protesttage wird von der einen Seite darauf hingewiesen, dass der Schutz der jüdischen Minderheit in dem Land durch eine Fatwa von Chomeini von 1979 und durch die Artikel 13 und 14 der iranischen Verfassung garantiert ist und die jüdische Kultur vom Iran gefördert werde, wie auch die jüdische Kulturzeitschrift David berichtet.
In diversen westlichen Kommentaren wird dagegen eine Einheit zwischen der dortigen Gegnerschaft zu Israel und dem Antisemitismus gesehen, „insbesondere im Zusammenhang mit dem Al-Quds-Tag“, da der Diskurs dort mit „antisemitischen Bildern und Stereotypen durchsetzt“ sei. Gemäß E. Fox ist der „extreme Antisemitismus“, den die Islamische Menschenrechtskommission in London auch als Veranstalterin der al-Quds-Tage propagiere, „ein Nebenprodukt der chomeinistischen, islamistischen und anti-westlichen Ideologie.“
Jürgen Todenhöfer, der vor der Transposition von Ressentiments in Deutschland zu einem salonfähigen Antiislamismus warnt, zitiert dagegen den jüdischen Abgeordneten im iranischen Parlament und Direktor des jüdischen Krankenhauses in Teheran, Ciamak Moresadegh, dass Antisemitismus „kein islamisches, sondern ein europäisches Phänomen“ sei. Gemäß R. Howard ist die iranische Gegnerschaft zu Israel vielmehr darauf zurückzuführen, dass der Geheimdienst SAVAK des Schah-Regimes seit den 1950er Jahren von Israel ausgebildet und unterstützt worden sei und dass Israel als ein Produkt der USA betrachtet werde.
Die Autorinnen und Autoren eines Dossiers des American Jewish Committee – „Antisemitismus made in Iran: Die internationale Dimension des al-Quds-Tages“ – sind sich dagegen einig, dass der Antizionismus des Protesttages schon in seinen iranischen Ursprüngen und dann in der weltweiten Manifestation mit Antisemitismus gleichzusetzen sei.
Im Verfassungsschutzbericht von 2015 wurde kritisiert, dass am al-Quds-Tag desselben Jahres in Berlin „während der gesamten Veranstaltung antizionistische Tendenzen zu verzeichnen“ gewesen seien. Im Anschluss sei eine Broschüre verteilt worden, „Wer tötet mehr Kinder? – Israel oder ISIS?“, die „stark antizionistische Propaganda an der Grenze zum Antisemitismus“ enthalten habe.
Laut dem Verfassungsschutz Baden-Württemberg nehmen an der Berliner Veranstaltung zum al-Quds-Tag Anhänger der radikalislamischen Organisationen Hisbollah wie auch Hamas sowie zuweilen auch Rechtsextremisten teil. „Die antisemitische Botschaft des ‚al-Quds-Tags‘“ bilde dabei „das einigende Band zwischen Islamismus und Rechtsextremismus“.

## Teilnehmerzahlen
Die Teilnehmerzahlen der staatlich organisierten al-Quds-Tage im Iran werden oft mit einigen hunderttausend bis zu einer Million angegeben, wobei diese Erhebungen von den Veranstaltern selbst durchgeführt werden. Unabhängige Beobachter gehen von zumeist niedrigeren Zahlen aus, R. Howard nennt für die Jahre 2002 und 2003 die Größenordnung von etwa 120.000 Demonstranten. Die offiziellen iranischen Angaben werden aber üblicherweise auch von israelischen und westlichen Medien übernommen.
In Jerusalem organisierte das Islamic Heritage Committee am 11. November 2007 einen virtuellen al-Quds-Tag, zu dem islamische Gruppen weltweit aufgerufen wurden.
Für die durch den Krieg in Gaza geschürten Proteste von 2014 wurde von Millionen Teilnehmern weltweit gesprochen. Die Londoner Aktionswebseite der al-Quds-Tage, Inminds, gab für das Jahr 2018 an, dass der Protesttag in 800 Städten stattgefunden hätte.
Für den Irak nannte Telesur 2019 eine Zahl von mehreren Zehntausend Teilnehmern, dagegen wird für London von maximal 3000 Demonstranten gesprochen.
In Berlin liegen die Zahlen zwischen 500 im Jahr 2010 bis über 2000 in den Jahren 2002 und 2014 mit dem ungefähren Mittelwert von etwa 1000 Protestierenden, wobei keine zuverlässigen Erhebungen über den Anteil deutscher Muslime, Schiiten und Sunniten, nicht-deutscher Muslime, deutschnationaler und rechtsextremer Demonstranten und anderer Gruppen (linksgerichtete Antizionisten, jüdisch-orthodoxe Israelgegner, berichtende Reporter, Zuschauer) vorliegen. Im Vergleich auch zu den Märschen in Großbritannien sind die Teilnehmerzahlen der al-Quds-Tage in Deutschland damit eher gering, auch mit Blick auf die 4,4 bis 4,7 Millionen Muslime in Deutschland.
An den seit 2003 stattfindenden Gegenveranstaltungen (s. u.) nahmen nach Angaben des Berliner Bündnisses gegen den internationalen Al-Quds-Tag im Jahr 2004 etwa 300 Demonstranten teil, im Jahr 2015 schätzte die Zeit online die Zahl auf 700 Teilnehmer.

## Demonstrationen in Berlin

### Übersicht
In Deutschland wird der al-Quds-Tag seit 1996 in Berlin veranstaltet, zuvor gab es Märsche in Hamburg, Bonn und in Bottrop und kleinere Veranstaltungen in anderen Städten. Seit 2015 wird auch in Frankfurt am Main ein Marsch organisiert. Da der Freitag, anders als in islamischen Ländern, ein Werktag ist, finden die Märsche am Samstag darauf statt.
In Berlin wird der Protest für die Route vom Adenauerplatz über den Kurfürstendamm, dann durch die Tauentzienstraße bis zum Wittenbergplatz angemeldet. Mitunter wird er aber auch verlegt, beispielsweise im Dezember 2001 nach Kreuzberg, da aus Sicherheitsgründen wegen der Anschläge des 11. Septembers der Marsch über den Kurfürstendamm als zu riskant erschien.
Während der Demonstrationen werden regelmäßig antiisraelische und antiamerikanische Parolen auf Plakaten oder Spruchbändern gezeigt, gelegentlich auch solche, die sich gegen Saudi-Arabiens Beziehung zu beiden Ländern richten. Auch entsprechende Sprechchöre von Gruppen werden oft angestimmt (s. u.). Das Banner der Hisbollah wurde vielfach, aber nicht auf allen al-Quds-Tagen gesichtet. Außerdem sind Flaggen der Staaten Iran, Libanon und Syrien und Abbildungen der Al-Aqsa-Moschee typische Zeichen der Demonstration. Ebenfalls werden Palästinensertücher getragen und Fotos hochgehalten, die vermeintliche oder tatsächliche zivile palästinensische Opfer der israelischen Armee zeigen. Im Jahr 2014 dienten rot gefärbte Puppen als symbolische Hinweise auf das zeitgleiche Kriegsgeschehen in Gaza. Auf dem al-Quds-Tag von 2017 wurde erstmals die Forderung nach einem Boykott israelischer Waren erhoben.
Auch gehören Fotos der Repräsentanten der islamischen Revolution und des Iran – wie Chomeini und dessen Nachfolger Chamenei – oft zu den bildlichen Zeichen, ebenso Karikaturen der gerade aktuellen Regierungschefs von Israel und den USA (z. B. Benjamin Netanjahu und Donald Trump).
Als Zeugen wird auf prominente Kritiker an israelischen Positionen hingewiesen, darunter Günter Grass (s. u.) und der erklärte muslimische Zionismus-Gegner Muhammad Ali und dessen Zitat von 1974, die USA seien „die Hochburg des Zionismus“.
Durch das „ideologische Crossover“ (s. u.) und die Teilnahme von Deutschnationalen und Rechtsextremen gehört auch die Deutschlandfahne inzwischen zu den Symbolen. Auch der verbotene Hitlergruß wurde gelegentlich beobachtet.
Nachdem der Protest in den ersten Jahren der Veranstaltung lautstark geäußert worden war und es mitunter zu Pöbeleien gekommen war, wurden einige der al-Quds-Tage seit 2003 als Schweigemärsche durchgeführt, doch das wurde bald wieder aufgegeben.
Auf den Abschlusskundgebungen werden gewöhnlich kurze Reden gehalten.
Üblicherweise gehen Frauen und Männer auf dem Marsch getrennt. Kritisiert wird insbesondere die Mitnahme von Kindern, die Uniformen tragen. Da der al-Quds-Tag innerhalb des Fastenmonats und tagsüber stattfindet, wird dabei weder getrunken noch gegessen.
Die Veranstaltungen werden gelegentlich im Verfassungsschutzbericht erwähnt. Vereinzelt kam es aufgrund von strafrechtlich relevanten Äußerungen oder körperlichen Übergriffen zu Verhaftungen und Strafanzeigen, gruppenweise Verstöße wurden bisher jedoch von den Sicherheitsorganen nicht festgestellt. Üblicherweise verlaufen die al-Quds-Tage in Berlin friedlich, gelegentliche Rangeleien mit den Gegendemonstranten werden polizeilich schnell aufgelöst.

### Organisatoren
Als Organisatoren des al-Quds-Tages in Deutschland trat in den 1990er Jahren die Union der Islamischen Studentenvereine (U.I.S.A.) auf. Die Demonstrationsmärsche wurden – gemäß der Deutschen Welle, die sich auf deutsche Sicherheitskreise bezieht – bis zum Jahr 2005 von Bahmann Berenjian angemeldet, der zur U.I.S.A. und zum Vorstand der 2003 gegründeten Islamischen Gemeinde der Iraner in Berlin-Brandenburg e. V. gehörte, die wiederum, so der Berliner Senat, ein „Ableger des Islamischen Zentrums Hamburg“ (IZH) sei, das vom Verfassungsschutz überwacht wird. Berenjian wurde später Geschäftsführer der „Orient-Okzident GmbH“ in Berlin. Diese GmbH ist die Betreiberin der Website „Quds AG“, die heute als Organisatorin der Protestmärsche firmiert.

### Teilnehmer und ideologisches Crossover
Da keine verlässlichen Erhebungen über die Zugehörigkeit der Teilnehmer zu Nationen und religiösen oder politischen Gruppen vorliegen, lässt sich nur allgemein eine deutliche Mehrheit von Muslimen, wahrscheinlich überwiegend deutscher Nationalität, von iranischer und türkischer und arabischer oder speziell palästinensischer Familienherkunft, und eine Minderheit nicht-muslimischer Demonstranten feststellen, wobei auch ausländische Demonstranten und deutsche Konvertiten wie der Sprecher der „Quds-AG“, Jürgen Grassmann, vertreten sind.
Die Märsche werden von Männern und Frauen gebildet, auch Kinder werden mitgebracht.
In den Jahren 2015, 2017 und 2018 ließen sich drei bzw. vier schiitische Geistliche auf dem Marsch sehen, die, nach öffentlicher Kritik daran, im Jahr 2019 nicht mehr teilnahmen.
Die geistlichen Teilnehmer der jüdisch-orthodoxen Sekte Neturei Karta sind zahlenmäßig ähnlich gering.
Doch wurde schon 2004 von einem „ideologischen Crossover“ gesprochen, später von „merkwürdigen Allianzen“ (taz), auch von einem „Sammelsurium politisierter Hitzköpfe“ (Tagesspiegel).
Denn oftmals marschieren auch Neonazis, Deutschnationale und andere Rechte mit, wie etwa Angehörige der Partei Deutsche Mitte des einstigen ARD-Reporters Christoph Hörstel, der auch als Redner auftrat, ebenso der ehemalige Journalist Martin Lejeune. Aus dem rechtsextremen Spektrum wurden die Vize-Landesvorsitzenden der NPD, Sebastian Schmidtke und Uwe Meenen, auf dem Marsch gesehen.
Im Jahr 2012 nahm die Rapperin Dee Ex teil und zeigte ein Transparent mit der Aufschrift „Dee Ex für freie Völker! … gegen Feindbilder, Kriege und Korruption“.
Gemäß einer Reporterin des Cicero marschierte 2019 ein Mann mit Kippa und Davidstern beim al-Quds-Marsch mit, um dort Solidarität mit Israel zu zeigen, wobei er mit Übergriffen gerechnet habe, jedoch nichts dergleichen geschehen sei. Der Cicero führt das darauf zurück, dass Veranstalter und Teilnehmer sich dessen bewusst seien, dass sie bei Regelverstößen die Existenz des Marsches riskieren würden.

### Gegendemonstration, Gegner, Distanzierungen

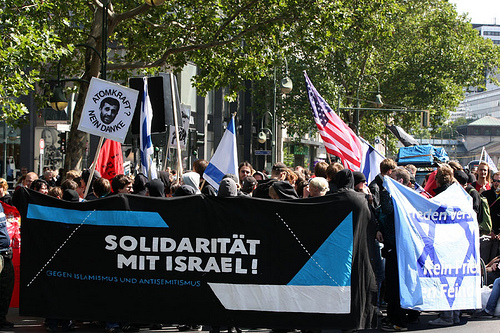
Demonstration gegen den Aufmarsch in Berlin, 2010

Eine Gegeninitiative zu den Märschen in Berlin wurde erstmals zum al-Quds-Tag 2003 organisiert, mit dem u. a. von den Jusos Berlin, der Grünen Jugend Berlin und der Linksjugend solid Berlin unterstützten „Berliner Bündnis gegen den internationalen al-Quds-Tag“. Gegen die Veranstaltung riefen 2005 auch 274 Personen des öffentlichen Lebens mit einem Protestschreiben auf, das von Anetta Kahane von der Amadeu Antonio Stiftung und anderen aufgesetzt wurde. Unter den Erstunterzeichnern waren u. a.: Evrim Baba (Die Linke), Marieluise Beck (Bündnis 90/Die Grünen), Jean-Yves Camus, Manfred Lahnstein (SPD), Dirk Niebel (FDP), Cem Özdemir (Bündnis 90/Die Grünen) und Petra Pau (Die Linke).
Inzwischen nimmt ein breites Bündnis an den Gegenprotesten teil, darunter das Jüdische Forum für Demokratie und gegen Antisemitismus (JFDA). Des Weiteren die Deutsch-Israelische Gesellschaft, die Kurdische Gemeinde Deutschland, der DGB, der Lesben- und Schwulenverband in Deutschland, Landesverband Berlin-Brandenburg, das Antifaschistische Berliner Bündnis und die 1999 im Exil gegründete Green Party of Iran. Das „Bündnis gegen den Quds-Marsch“ wird von allen im Berliner Abgeordnetenhaus vertretenen Parteien außer der AfD unterstützt und bezeichnete die Demonstration als „Lautsprecher der islamistischen Diktatur im Iran“.
Josef Schuster, der Präsident des Zentralrats der Juden in Deutschland, kritisierte 2019 die Genehmigung der Kundgebung und sagte, auf dieser Demonstration werde „nichts anderes transportiert als Antisemitismus und Israel-Hass“. Zugleich forderte er strikte Auflagen und konsequente Ahndung bei Verstößen.
Gegnerin des al-Quds-Tages ist außerdem die Partei Alternative für Deutschland, deren Vertreter jedoch bisher (2019) nicht auf den Gegendemonstrationen zu sehen waren.
2019 sprach sich auch Bundespräsident Frank-Walter Steinmeier für ein Verbot der Demonstration aus und nannte Antisemitismus einen „Angriff auf uns alle, auf unsere Demokratie und unsere offene Gesellschaft“.
Die Aktion „No-Al-Quds-Tag“ organisiert Rede-Beiträge und Live-Musik. Zu den Rednern gehörten 2018 u. a.: Ali Ertan Toprak, der Vorsitzende der Kurdischen Gemeinde Deutschland, Jörg Steinert vom Lesben- und Schwulenverband Deutschland (LSVD) Berlin-Brandenburg und Volker Beck. Auch der Berliner Innensenator Andreas Geisel von der SPD ist regelmäßig unter den Teilnehmern der Gegendemonstration.
Zur Erhaltung der öffentlichen Ordnung ist die Gegenkundgebung vom al-Quds-Marsch getrennt und führt gewöhnlich vom Nollendorfplatz durch die Kleiststraße, die Tauentzienstraße und Joachimstaler Straße. Schlusskundgebungen finden am George-Grosz-Platz stand.
Üblicherweise werden die US-Flagge und die israelische Flagge gezeigt, mitunter auch die Fahne der israelischen Armee. Die Parolen sind z. B.: „Lang lebe Israel“, „Solidarität mit Israel, Freiheit im Iran“, „Kein Platz für Judenhass“, „Hisbollah verbieten“, „Befreit Gaza von der Hamas“, aber auch „Nie wieder Deutschland“ und „Waffen für Israel“.
Islamische Verbände
Lamya Kaddor, die Vorsitzende des Liberal-Islamischen Bundes, ist eine erklärte Gegnerin des al-Quds-Tages.
Der Islamrat für die Bundesrepublik Deutschland distanzierte sich im Jahr 2005 vom al-Quds-Tag und kritisierte ihn als „für das Zusammenleben nicht förderlich“, es sei „kein geeignetes Mittel der Auseinandersetzung mit Israel“.
Im selben Jahr verurteilte Nadeem Elyas, der damalige Vorsitzende des Zentralrats der Muslime in Deutschland, die Drohung des iranischen Präsidenten Ahmadinejad, Israel zu vernichten: „Diese Aussage ist inakzeptabel und schadet bei der Suche nach Lösungen für die Konflikte im Nahen Osten.“ Elyas erklärte, dass die Muslime in Deutschland von jedem Staat erwarten, dass er das Völkerrecht akzeptiere und die Lebensrechte anderer Staaten achte: „Das gilt sowohl für Israel in Bezug auf das palästinensische Volk als auch für den Iran in Bezug auf Israel.“
Während der Proteste des Jahres 2014 sagte die Generalsekretärin des Zentralrats der Muslime in Deutschland, Nurhan Soykan, es gebühre Muslimen nicht, „dass man Angehörige anderer Religionen beleidigt oder irgendwelche Diffamierungen vornimmt“, rief zur Mäßigung beim al-Quds-Tag auf, erklärte aber auch, dass es möglich sein müsse, die „israelische Politik genauso wie die Politik anderer Länder kritisieren zu dürfen.“

### Forderungen nach Verbot, Meinungsfreiheit, Auflagen
Einem Verbot des al-Quds-Tages – das im Jahr 2019 u. a. vom Zentralrat der Juden in Deutschland, von Holocaust-Überlebenden im Internationalen Auschwitz Komitee, dem Bündnis gegen den al-Quds-Tag, dem israelischen Botschafter, Jeremy Issacharoff, und der Bundestagsabgeordneten der Partei Alternative für Deutschland, Beatrix von Storch, gefordert wurde – stehen das Kommunikationsgrundrecht auf Meinungsfreiheit und die Versammlungsfreiheit entgegen. Die Forderung des Verbotes wird jedoch damit begründet, dass der Protestmarsch antisemitisch sei. Der Sprecher der Website „Quds-AG“, Jürgen Grassmann, sieht den Grund dagegen darin, dass die al-Quds-Demonstranten „die einzigen“ seien „die den Völkermord Israels offen kritisieren.“
Für den Marsch wurden aber eine Reihe von Auflagen erlassen, die Parolen einer möglichen Volksverhetzung betreffen oder sonst strafrechtlich relevant sind (z. B. Aufrufe zur Gewalt). Spruchbänder o. ä., die nicht auf Deutsch verfasst sind, müssen vor der Demonstration genehmigt werden, was z. B. für arabische und persische, aber auch für hebräische Parolen der Gegendemonstration gilt.
Auch der für den al-Quds-Marsch bezeichnende symbolische Akt der Verbrennung der israelischen und der US-amerikanischen Flagge wie auch anderer Symbole fällt unter die Verbote.
Dagegen liegen andere Auflagen im polizeilichen Ermessen der Erhaltung der Öffentlichen Ordnung. So ist beispielsweise die Parole „Kindermörder Israel“ nicht strafrechtlich untersagt und wird von der Meinungsfreiheit gedeckt, wurde aus dem genannten Grund auf dem al-Quds-Tag 2019 aber unterbunden. Unter die Auflagen zu einem friedlichen Verlauf der Proteste fällt auch das vom Oberverwaltungsgericht bestätigte Verbot, auf der Demonstration das Banner der Hisbollah zu zeigen, die in Deutschland als „islamistisch“ (BfV), aber bis April 2020 nicht als Terrororganisation galt.
Aus dem Grund, einer Eskalation entgegenzuwirken, wurden auch den Gegendemonstranten bestimmte Symbole und Aktionen untersagt, so im Jahr 2009, hebräische Lieder zu spielen. Dagegen wurde ein Plakat, das auf Hebräisch die Freilassung des sich damals in der Gewalt der palästinensischen Terrororganisation Hamas befindlichen israelischen Soldaten Gilad Shalit forderte, nach der Prüfung gestattet.

### Berlin 2014
Anders als sonst üblich, fand der al-Quds-Marsch 2014 auch in Berlin nicht an einem Samstag, sondern am Freitag statt, dem 25. Juli. Der Protestmarsch wurde durch das Kriegsgeschehen in Gaza (s. o.) geprägt: Nach dem 20. Juli, dem „blutigsten Tag“ des Konfliktes (Washington Post), war außer in Paris und Istanbul auch in Berlin, Frankfurt, Stuttgart, Bonn, Hannover und anderen Städten tagelang dagegen demonstriert worden, wobei es zu äußerst emotionalisierten Protesten von Muslimen und Kriegsgegnern vom politisch rechten bis zum linken Spektrum gekommen war und deutschlandweit antisemitische Parolen skandiert worden waren. Amnesty International hatte am 22. Juli beiden Seiten, der israelischen Armee und der palästinensischen Hamas, „Kriegsverbrechen“ vorgeworfen. Auch die Opferzahlen von mehr als 800 Palästinensern und mindestens 31 Israelis trugen zur Emotionalisierung der Antikriegs-Demonstrationen wie auch des al-Quds-Tages bei. Entsprechend streng waren die polizeilichen Auflagen für den Marsch, jede Äußerung, die sich pauschal gegen Juden richten würde, wurde untersagt. Gemäß der Süddeutschen Zeitung erklärte ein Redner vor dem Marsch: „Gläubige Juden sind unsere Brüder, Zionisten sind unsere Feinde. (…) Bitte haltet eure Emotionen im Zaum. Dies ist Berlin und nicht Gaza.“

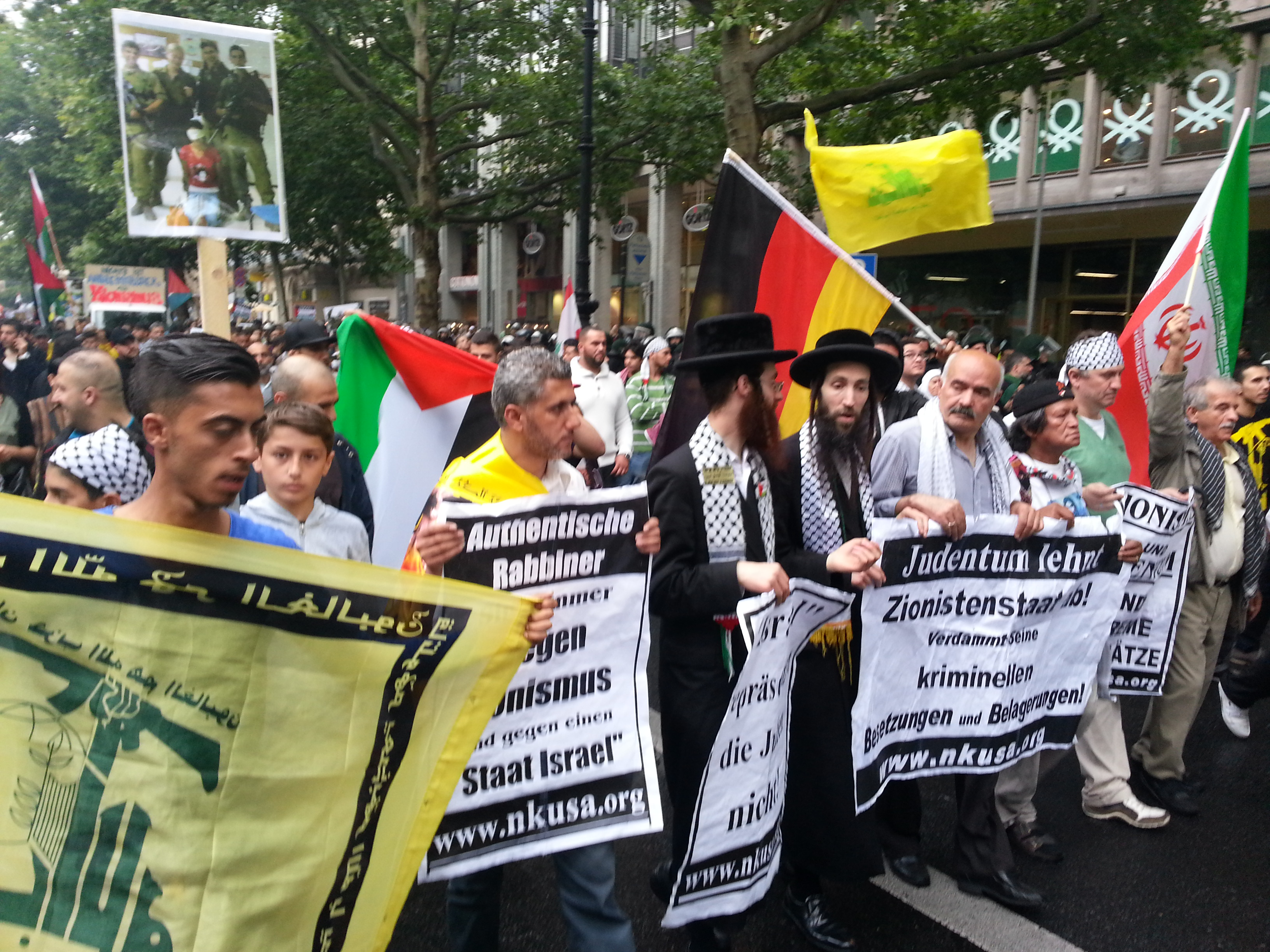
Ideologisches Crossover an der Spitze des Marsches 2014: links die Hisbollah-Flagge, dahinter das umstrittene Foto der vier israelischen Soldaten, im Vordergrund zwei orthodoxe Juden der Neturei Karta, dahinter die Deutschlandfahne, rechts ein Demonstrant mit der iranischen Flagge.

Der dennoch lautstarke und durch Schreiereien und Sprechchöre bestimmte Marsch wurde von zahlreichen Schaulustigen gesäumt, die das Geschehen mit Smartphones fotografierten oder filmten. Auch gehörte die Thematisierung des zeitgleichen Kriegsgeschehens durch Bilder zu den Mitteln des Protestes, und der Marsch selbst wurde zum Gegenstand sofortiger medialer Deutungen. So wurden Fotografien hochgehalten, die das aktuelle Grauen in Gaza belegen sollten und durch Twitter und Facebook verbreitet worden waren, die jedoch nicht immer aus diesem Konflikt stammten und deren Authentizität teils fraglich ist. Beispielhaft dafür war ein an der Spitze des Protestzuges gezeigtes „Trophäenbild“ (siehe rechts), auf dem vier israelische Soldaten ein kniendes gefangenes palästinensisches Mädchen mit verbundenen Augen erniedrigen – ein Foto, das bereits 2010 von dem Sprecher der israelischen Armee, Avi Benayahu, kommentiert worden war („Ich meine, dass es inszeniert und dass das Mädchen keine Gefangene ist“) und somit jedenfalls nicht aus diesem Krieg stammen konnte.
Vom Protestzug in Berlin berichtete der Liveticker des Tagesspiegel dann, 20 bis 30 „palästinensische Demonstranten“ hätten kurz vor dem George-Grosz-Platz die in deutscher Sprache formulierte Parole „Israel vergasen“ angestimmt, die aber von anderen Teilnehmern des Marsches sofort unterbunden worden sei, ein Vorfall, der von der Polizei nicht bestätigt werden konnte. Die Welt berichtete von einem Marsch „ohne antisemitische Parolen und fast ohne Zwischenfall“.
Aufgrund der Zahl nicht nur an Kindern, sondern auch an Frauen unter den zivilen Opfern des Krieges – letztere nach Angaben von B'tselem einen Anteil von 70 Prozent der Toten auf palästinensischer Seite hatten, davon, gemäß UN-Angaben, 306 Frauen – wurde neben der Parole „Kindermörder Israel“ auch vermehrt „Frauenmörder Israel“ skandiert. Zudem wurde die Forderung nach einem „Stopp von Rüstungsexporten nach Israel“ erhoben.
Der israelische Botschafter in Deutschland, Yakov Hadas-Handelsman, warf den Demonstranten antisemitische Motive vor, so die Zeit. Von einer der beiden Gegenkundgebungen wurde gerufen: „Kannibalismus gehört zu unseren Riten, esst mehr Antisemiten.“
Trotz der aufgeheizten Stimmung verlief die Demonstration weitgehend friedlich.

### Berlin 2018
Im Vorfeld des al-Quds-Tages 2018 wurde im Mai 2018 auf Facebook ein Video veröffentlicht, das mehrere Personen in einem Bus zeigt, die auf dem Weg zu einer Berliner al-Quds-Kundgebung ein arabisches Lied singen, in dem es heißt: „Ihr Ratten von Juden, wir werden zurückkehren, um Rache zu nehmen.“
Der al-Quds-Tag vom 9. Juni 2018 fiel in die Zeit der Grenzproteste am Gazastreifen, die am 30. März des Jahres begonnen hatten und deren Ereignisse drei Tage zuvor zur Absage eines Spiels der argentinischen Fußballnationalmannschaft anlässlich der Festivitäten des 70-jährigen israelischen Staatsjubiliäums führten, was „politische Beben“ (FAZ) auslöste.
Am 8. Juni widmete Ajatollah Reza Ramezani seine Predigt in Hamburg dem „Leid in Palästina“ und bekräftigte eine panislamische Bedeutung des al-Quds-Tages. Schiitische Geistliche sollen in ihren Gemeinden bundesweit zur Teilnahme aufgerufen haben. Als eine kritische Rahmenbedingung der Märsche in Berlin und in Wien galt insbesondere der Fall der am 1. Juni, dem dritten Freitag des Ramadan, innerhalb des Gazastreifens von dem Schuss eines Scharfschützen der Israelischen Sicherheitskräfte (ISF) getöteten palästinensischen Sanitäterin Rouzan („Razan“) al-Najjar, da ihr Tod international Aufsehen hervorgerufen und zu Hasskommentaren auf beiden Konfliktseiten geführt hatte.
Zur Identifikation mit der schon vor ihrem Tod als Ersthelferin zur Ikone gewordenen al-Najjar trugen Demonstrantinnen auf dem al-Quds-Marsch Krankenschwester-Kittel, auf dem Rücken ihr Foto mit dem Text: „21 Jahre jung – erschossen durch israelische Soldaten“.
Das von Demonstranten behauptete Tabu, die israelische Armee zu kritisieren, wurde durch mit der Aufschrift „Antisemitismus“ versehenes Kreppband vor dem Mund oder durch Plakate mit dem Hinweis auf das Gedicht Was gesagt werden muss von Günter Grass kritisiert.
An dem Marsch nahmen, wie schon 2017, auch schiitische Geistliche teil: Seyed Mousavi, der stellvertretende Leiter des IZH, Sheikh Hassan Shahrour, Mullah der al-Mustafa-Moschee in Neukölln, Hamid Reza Torabi, der Direktor der Islamischen Akademie Deutschland (IAD) – der sich zu seinem erstmaligen Erscheinen auf dem al-Quds-Tag im Jahr davor in einem Interview mit der taz geäußert hatte – und Hudschat-ul-Islam Muhammad Mohsen, ein Vorstandsmitglied der Islamischen Gemeinschaft der schiitischen Gemeinden Deutschlands (IGS). Insbesondere Mohsens Teilnahme wurde kritisiert, da dem IGS als Dachverband eine bundesweite repräsentative Bedeutung für die Schiiten in Deutschland zukommt. So forderte der damalige religionspolitische Sprecher von Bündnis 90/Die Grünen, Volker Beck, die IGS aus dem Beirat des Instituts für islamische Theologie an der Humboldt-Universität auszuschließen.

### Berlin 2020–2025
Die al-Quds-Tage in den Jahren 2020 und 2021 wurden nicht zuletzt aufgrund der COVID-19-Pandemie von den Veranstaltern kurzfristig abgesagt. 2020 war der Absage das deutschlandweite Verbot der Hisbollah vorausgegangen, die Bundesinnenminister Horst Seehofer mit der Hetze fundamentalistischer Schiiten gegen Israel begründete. Der Berliner Innensenator Andreas Geisel hatte den al-Quds-Tag mehrmals als „eine der widerlichsten antisemitischen Veranstaltungen“ bezeichnet. Auch für 2022 und 2023 wurden die Demonstrationen durch die Veranstalter abgesagt. 2025 wurden mehrere Demonstrationen mit dem Fokus Palästina für den letzten Freitag des Ramadan, den Al-Quds-Tag, angekündigt, von denen eine am Holocaust-Denkmal vorbeiführen soll.

## Al-Quds-Marsch in Wien
In Österreich wird am al-Quds-Tag in mehreren Städten demonstriert. Die zentrale Veranstaltung ist in Wien, wo der Marsch vom Morzinplatz zum Stephansplatz zieht. Als Veranstalter wurde bei einer Parlamentsanfrage im Jahr 2012 von Susanne Winter von der FPÖ und anderen Abgeordneten die Imam-Ali-Moschee in der Mollardgasse angegeben. Der Standard schreibt, die Veranstalter seien „verschiedene muslimische Organisationen, unter anderem (…) auch die iranische Imam-Ali-Moschee“.
Im Vorfeld der Demonstration 2015 wurde auf einer Facebook-Seite Internationaler Al-Quds-Tag Wien – Free Palestine eine Karikatur abgebildet, auf der Muslime je einen Kübel von Wasser über einen Juden schütten, der sich in einer Grube befindet, in türkischer Sprache beschriftet: „Wenn jeder Muslim einen Kübel Wasser ausschütten würde, würde Israel unter Wasser stehen.“ In zahlreichen Zeitungen wurde berichtet, dass es sich dabei um die Facebook-Seite der Veranstalter des Marsches gehandelt habe. Daraufhin sprachen sich alle Wiener Stadtparteien – SPÖ, ÖVP, Grüne, FPÖ und NEOS – gegen den Marsch aus. Die von dem Abgeordneten der Grünen Albert Steinhauser an das österreichische Innenministerium gerichtete Anfrage nach den Organisatoren des al-Quds-Marsches blieb jedoch aus datenschutzrechtlichen Gründen unbeantwortet.
Auf der Facebook-Seite distanzierten sich deren Betreiber von der Karikatur, die ohne ihre Zustimmung dort veröffentlicht worden sei. Die Staatsanwaltschaft stellte ihre Ermittlungen ein, da sich die Zeichnung nicht gegen eine Gruppe richten oder zu strafbaren Handlungen aufrufen würde.
Nach Information des österreichischen Innenministeriums nahmen an der Veranstaltung von 2015 u. a. Mitglieder des Zentrums der Islamischen Kultur Imam Ali, der Islamischen Vereinigung Ahl-ul-beyt Österreich und des Islamischen Bildungs- und Kulturzentrums Österreich (IBIKUZ) teil. Wie in Berlin, so beteiligten sich auch in Wien wiederholt Neonazis an dem Marsch.
Auch in Wien fanden Gegenkundgebungen statt, im Jahr 2015 unter dem Motto „Kein Al-Quds-Tag – gemeinsam gegen Antisemitismus“, an dem neben der Israelitischen Kultusgemeinde diverse jüdische Organisationen wie die Loge Zwi Perez Chajes der B’nai B’rith und Misrachi Österreich und die Zionistische Föderation in Österreich u. a. auch die Kurdische Gesellschaft für Bildung, Integration und Kultur, die österreichischen Grünen, Schwulenvereinigungen wie Homosexuelle Initiative Wien (HOSI), Die Grünen Andersrum Wien und QueerHebrews wie auch der Republikanische Club – Neues Österreich teilnahmen.
Im Jahr 2017 hieß das Motto der Gegenkundgebung „Für das Paradies auf Erden – Gegen Islamismus, Antisemitismus, Rassismus und Alles was uns sonst davon trennt!“, zu der die „autonome antifa“ aufgerufen hatte.